# 21670 Kuan
21670 Kuan è un asteroide della fascia principale. Scoperto nel 1999, presenta un'orbita caratterizzata da un semiasse maggiore pari a 2,2719831 UA e da un'eccentricità di 0,1254643, inclinata di 2,56174° rispetto all'eclittica.